# 狂乱 Hey Kids!!
「狂乱 Hey Kids!!」（きょうらんヘイキッズ）は、THE ORAL CIGARETTESの4枚目のシングルであり、2015年11月11日に発売された。

## 概要
表題曲は、UHFアニメ「ノラガミ ARAGOTO」のオープニングテーマである。
発売形態は、DVD付きの初回盤（AZZS-38）と通常盤（AZCS-2048）として発売された。初回生産限定盤DVDの収録内容は、『THE ORAL CIGARETTES 唇ワンマン 2015 SPRING 〜上京1周年記念、地元関西なんばハッチャけるぜの巻〜』で行われた5曲を収録されている。通常盤特典は、（初回プレス分のみ）「ノラガミARAGOTO」描き下ろしイラストワイドキャップステッカーが封入されている。

## 収録内容
作詞・作曲∶山中拓也
1. 狂乱 Hey Kids!!
  - テレビアニメ「ノラガミ ARAGOTO」のオープニングテーマ。ノラガミの製作側からは「Mr.ファントム」みたいな感じがいいとだけ言われ、いくつか候補曲を作り、その中からこの狂乱 Hey Kids!!が選ばれ起用された。
  - YouTubeで公開されているミュージックビデオは主に海外で人気があり、再生回数は1億回を超えている[1]。バンドで一番視聴回数が高い楽曲。
2. キエタミタイ
  - 自主制作盤1stシングル『キエタミタイ／N.I.R.A』の一曲目。暗闇で必死にもがく自分の姿を書いている[2]。
3. LIPS
  - 同バンドとして何が大事なのかを改めて再確認した曲であり、メロディの美しさ。山中が「サウンドと歌詞のギャップという部分が伝われば嬉しい」とインタビューで答えた。
4. 狂乱 Hey Kids!! (Instrumental) 
  - 通常盤のみ収録。

### 初回生産限定盤DVD収録内容
THE ORAL CIGARETTES 唇ワンマン 2015 SPRING 〜上京1周年記念、地元関西なんばハッチャけるぜの巻〜
1. STARGET
2. モンスターエフェクト
3. See the lights
4. mist...
5. 起死回生STORY

## カバー
狂乱 Hey Kids!!
- GYROAXIA - カバーアルバム「ARGONAVIS Cover Collection -Marble-」（2021年11月17日発売）に収録。
- RAISE A SUILEN［レイヤ（Raychell）、チュチュ（紡木吏佐）］ - ゲーム『バンドリ! ガールズバンドパーティ!』に収録（2022年9月21日追加[3]）。